# Denis Thomalla
Denis Thomalla (* 16. srpna 1992, Pforzheim, Německo) je německý fotbalový útočník polského původu, v současnosti hráč klubu Lech Poznań na hostování v německém 1. FC Heidenheim. 

Rodiče pochází z polského města Opolí.

## Klubová kariéra
V mládeži hrál v klubech SV Büchenbronn a Karlsruher SC. V profesionální kopané debutoval v dresu 1899 Hoffenheim. V letech 2013–2015 působil v týmu RB Leipzig, odkud v sezóně 2014/15 hostoval v rakouském klubu SV Ried.
V červnu 2015 podepsal tříletý kontrakt s polským klubem Lech Poznań. S klubem vyhrál na začátku sezóny 2015/16 polský Superpohár.

## Reprezentační kariéra
Reprezentoval Německo v mládežnických kategoriích U18 a U19.